# 상당중학교
상당중학교(上堂中學校)는 대한민국 부산광역시 해운대구 좌동에 있는 공립 중학교이다.

## 학교 연혁
- 1997년 1월 13일 : 상당중학교 설립인가
- 1997년 3월 1일 : 초대 김춘자 교장 취임
- 1997년 3월 3일 : 개교 (2학년 3학급 147명, 3학년 2학급 96명 계 5학급 243명)
- 1997년 3월 5일 : 제1회 입학식(신입생 7학급 322명)
- 1998년 2월 13일 : 제1회 졸업식(3학급 55명)
- 2007년 3월 2일 : 부산광역시교육청 지정 연구학교 운영(독서교육)
- 2009년 3월 1일 : 부산광역시교육청 지정 연구학교 운영(학교문화예술교육)
- 2011년 3월 1일 : 부산광역시교육청 지정 정책 연구학교 운영 (원어민 영어교사와 Co-Teaching을 통한 영어 의사소통 능력 신장) (~2013. 02. 28)
- 2020년 1월 10일 : 열린도서관(작은 서연관) 구축
- 2020년 5월 8일 : 다목적강당 ‘해오름관’ 완공
- 2023년 12월 31일 : 블렌디드 러닝 교실 구축(교실 22개, 특별실 15개)
- 2024년 2월 6일 : 제27회 졸업식(7학급 190명, 총 8,732명)
- 2025년 2월 7일 : 제28회 졸업식(7학급 185명)
- 2025년 3월 1일 : 제12대 김미영 교장 취임
- 2025년 3월 4일 : 제29회 입학식(7학급 204명)

## 참고 자료
- 상당중학교 - 한국교육학술정보원 학교알리미